# Comunidad de hablantes
Las comunidades de hablantes es un concepto en la sociolingüística que describe un grupo distinto de personas que utiliza el idioma en una manera extraordinaria y mutuamente aceptada entre sí mismos.
Las comunidades de hablantes pueden ser miembros de una profesión con un especializado jerga, los grupos sociales claros como estudiantes de instituto o hip hop ventiladores, o los como las familias y los amigos. Además, en línea y otras comunidades mediadas, tal como muchos foros del internet, a menudo constituye las comunidades de hablantes. Los miembros de comunidades de hablantes a menudo desarrollarán argot o jerga servir los propósitos especiales del grupo y prioridades.

## Definición
Exactamente cómo definir la comunidad de hablantes es debatido en la literatura. Las definiciones de la comunidad de hablantes tienden a implicar los grados que varían del énfasis en lo siguiente: 
- Comparten la asociación de la comunidad
- Comparten comunicación lingüística

Sin embargo, la importancia relativa y las definiciones exactas de estos varía también. Algunos discutirían que una comunidad de hablantes debe ser una comunidad "verdadera", es decir un grupo de personas que viven en la misma ubicación (tal como una ciudad o un vecindario), mientras el pensamiento más reciente propone que todas personas son verdaderamente partes de varias comunidades (por en casa ubicación, la ocupación, el género, la clase, la pertenencia religiosa, y más), y que ellos son así también la parte de comunidades simultáneas de hablantes.
Semejantemente, lo que compartió comunicación lingüística trae consigo es también un concepto variable. Algunos discutirían que una lengua materna compartida, aún dialecto, es necesario, mientras para los otros que la habilidad de comunicar e interactuar (aún a través de barreras de idioma) es suficiente.
El fundamental concierne en ambos de éstos es que miembros de la misma comunidad de hablantes deben compartir las normas lingüísticas. Eso es, ellos comparten la comprensión, los valores y las actitudes acerca de variedades de idioma presentan en su comunidad. Mientras la definición exacta de la comunidad de hablantes es debatida, hay un consenso ancho que el concepto es inmensamente útil, si no crucial, para el estudio de la variación del idioma y el cambio.
Una persona puede (y casi siempre hace) pertenecer a más de una comunidad de hablantes. Por ejemplo, un camarero judío gay hace probable habla y es hablado con al interactuar de forma distinta con iguales gais, con iguales judíos, o con sus colegas. Si él se encontró en una situación con una variedad de el grupo exclusivista y/o el fuera-grupo iguales, él hace probable modifica su habla para apelar a oradores de todas las comunidades de hablantes representadas en ese momento.
(Una variación en este concepto es switching de código-cambiando que es observado generalmente entre oradores de dos o más idiomas que cambian entre ellos se basó en el contenido o la pragmática de la conversación).

## La historia del concepto
La adopción de la comunidad de hablantes de concepto como un foco del análisis lingüístico surgido en los años sesenta. Esto estuvo debido al trabajo que coloniza por William Labov, cuyos estudios de la variación del idioma en la Ciudad de Nueva York y Martha's Vineyard Colocó la base para Sociolingüística como una ciencias sociales. Sus estudios mostraron que no sólo fueron la clase y la profesión relacionaron claramente a la variación del idioma dentro de una comunidad de hablantes (por ejemplo. Martha's Vineyard), pero que las aspiraciones y la movilidad socioeconómicas fueron también de gran importancia.
Antes de estudios de Labov, el campo lingüístico más cercano fue dialectología, que estudia la variación lingüística entre dialectos diferentes. La aplicación primaria de dialectología está en comunidades rurales con la movilidad poco física. Así, no había armazón para describir el idioma la variación en ciudades hasta la salida de la sociolingüística y el concepto de la comunidad de discurso, que aplica a ambas comunidades rurales y urbanas.
Desde que los años sesenta varios estudios han sido realizados eso ha profundido nuestro conocimiento acerca de cómo comunidades de discurso trabajan y extendieron su uso. Sociolinguists notables que han trabajado en comunidades de hablantes incluye William Labov, John Gumperz, Lesley Milroy, y Mary Lakoff.

## Variación de idioma
La noción de la comunidad de hablantes es la mayoría del generalmente utilizado como un instrumento de definir una unidad del análisis dentro de que analizar variedad del idioma y el cambio. Las características difieren entre comunidades de discurso basadas en factores tales como la posición socioeconómica del grupo, los intereses comunes y el nivel de la formalidad esperada dentro del grupo y por su más grande sociedad.
En cultura Occidental la cultura, por ejemplo, los empleados en un abogado la oficina hace el uso probable el idioma más formal que un grupo de adolescente skateboarders porque la mayoría de los habitantes de oeste esperan más formalidad y el profesionalismo de facultativos de la ley que de un círculo informal de amigos adolescentes. Este uso especial del idioma por ciertas profesiones para actividades particulares es sabido en la lingüística como registro; en analiza, el grupo de oradores de un registro es conocido como una comunidad de hablantes.
- Datos: Q383340